# ۴۷۸ (میلادی)
۴۷۸ (میلادی) چهارصد و هفتاد و هشتمین سال تقویم میلادی است.
‎